# 프랭크 프란시스코
프랭크 프란시스코 (Franklin Charles Francisco, 1979년 9월 11일 ~ )는 도미니카 공화국 출신의 미국 프로 야구 텍사스 레인저스의 선수이다. 1996년 아마추어 프리에이전트 계약으로 보스턴 레드삭스에 입했다. 2002년 팀 동료인 마이너리거 안병학과 함께 시카고 화이트삭스의 밥 하우리와 트레이드되어 시카고 화이트로 이적했다. 2003년에 다시 조쉬 루프와 함께 텍사스의 칼 에버렛과 트레이드되어 텍사스 레인저스로 팀을 옮겼다. 입단 8년만인 2004년년 메이저 리그 첫 데뷔를 하였고, 텍사스의 불펜 투수를 하였다. 2009년에는 마무리 투수로 기용되어 25세이브를 기록하기도 했다. 한국 메이저 리그 팬 사이에서는 '흑동렬'이라는 애칭으로 불리고 있다.

## 통산기록
| 년도 | 팀  | 경기수 | 선발 | 완투 | 완봉 | 이닝 | 피안타 | 자책점 | 피홈런 | 볼넷 | 삼진 | 승 | 패 | 세이브 | 홀드 | 블론 | WHIP | 방어율 |  |
| 2004 | TEX | 0      | 0    | 0    | 0    | 0    | 0      | 0      | 0      | 0    | 0    | 0  | 0  | 0      | 0    | .000 | .000 | .000   |  |
| 2006 | TEX | 0      | 0    | 0    | 0    | 0    | 0      | 0      | 0      | 0    | 0    | 0  | 0  | 0      | 0    | .000 | .000 | .000   |  |
| 2007 | TEX | 0      | 0    | 0    | 0    | 0    | 0      | 0      | 0      | 0    | 0    | 0  | 0  | 0      | 0    | .000 | .000 | .000   |  |
| 2008 | TEX | 0      | 0    | 0    | 0    | 0    | 0      | 0      | 0      | 0    | 0    | 0  | 0  | 0      | 0    | .000 | .000 | .000   |  |
| 2009 | TEX | 0      | 0    | 0    | 0    | 0    | 0      | 0      | 0      | 0    | 0    | 0  | 0  | 0      | 0    | .000 | .000 | .000   |  |
| 2010 | TEX | 0      | 0    | 0    | 0    | 0    | 0      | 0      | 0      | 0    | 0    | 0  | 0  | 0      | 0    | .000 | .000 | .000   |  |
| 통산 |     | 0      | 0    | 0    | 0    | 0    | 0      | 0      | 0      | 0    | 0    | 0  | 0  | 0      | 0    | .000 | .000 | .000   |  |